# (26820) 1987 SR9
1987 أس أر 9 (ويعرف أيضًا باسم (26820) 1987 أس أر 9 وفق تسمية الكوكب الصغير) (بالإنجليزية: 1987 SR9)‏ هو كويكب ضمن حزام الكويكبات؛ وترتيبه 26820 من حيث الاكتشاف.
اكتُشف هذا الجُرم الفلكي بواسطة إيريك والتر إلست في 20 سبتمبر 1987.

## وصلات خارجية
- (26820) 1987 SR9 في قاعدة بيانات مختبر الدفع النفاث لأجرام النظام الشمسي الصغيرة

- الاكتشاف · مخطط المدار ·  العناصر المدارية · المعلمات المادية

- (26820) 1987 SR9 على موقع ويكي سكاي: DSS2, SDSS, GALEX, IRAS, Hydrogen α, X-Ray, Astrophoto, Sky Map, Articles and images